# Liste der Herrscher namens Franz
Franz hießen folgende Herrscher:

## Franz
- 1618–1620; Franz (Pommern), Herzog von Pommern
- 1800–1806; Franz (Sachsen-Coburg-Saalfeld), Herzog von Sachsen-Coburg-Saalfeld

### Franz I.
- 1442–1450; Franz I. (Bretagne), Herzog der Bretagne
- 1450–1466; Franz I. (Mailand), Herzog von Mailand
- 1515–1547; Franz I. (Frankreich), König von Frankreich
- 1543–1581; Franz I. (Sachsen-Lauenburg), Herzog von Sachsen-Lauenburg
- 1544–1545; Franz I. (Lothringen), Herzog von Lothringen
- 1550–1563; François de Lorraine, duc de Guise (Franz I. (Lothringen-Guise)), Herzog von Lothringen-Guise
- 1574–1587; Franz I. (Toskana), Herzog von Toskana
- 1644–1658; Franz I. (Modena), Herzog von Modena
- 1645–1676; Franz I. Rákóczi, ungarischer Adliger.
- 1694–1727; Franz I. (Parma), Herzog von Parma
- 1745–1765; Kaiser Franz I. Stephan (HRR)
- 1804–1835; Franz I. (Österreich), 1792–1806 Kaiser Franz II. (HRR)
- 1775–1806; Franz I. (Erbach-Erbach), Graf von Erbach
- 1825–1830; Franz I. (Sizilien), König beider Sizilien
- 1929–1938; Franz I. (Liechtenstein), Fürst von Liechtenstein

### Franz II.
- 1458–1488; Franz II. (Bretagne), Herzog der Bretagne
- 1521–1535; Franz II. (Mailand), Herzog von Mailand
- 1559–1560; Franz II. (Frankreich), König von Frankreich
- 1581–1619; Franz II. (Sachsen-Lauenburg), Herzog von Sachsen-Lauenburg
- 1624–1632; Franz II. (Lothringen), Herzog von Lothringen
- 1662–1694; Franz II. (Modena), Herzog von Modena
- 1671–1675; Franz II. (Lothringen-Guise), Herzog von Lothringen-Guise
- 1703–1711; Franz II. Rákóczi, Fürst von Siebenbürgen
- 1768–1835; Kaiser Franz II. Joseph Karl (HRR) (bis 1806)
- 1859–1860; Franz II. (Sizilien), König beider Sizilien

### Franz III./...
- 1737–1780; Franz III. (Modena), Herzog von Modena
- 1814–1846; Franz IV. (Modena), Herzog von Modena
- 1846–1859; Franz V. (Modena), Herzog von Modena

- Franz III. von Lothringen ist: Kaiser Franz I. Stephan (HRR)

## Franz …
- Franz Albrecht (Sachsen-Lauenburg), Herzog von Sachsen-Lauenburg (1632)
- Franz Anton (Hohenzollern-Haigerloch), Graf von Hohenzollern-Haigerloch
- Franz Gyulai, Graf und Vizekönig der Lombardei (1859)
- Franz Josef I. (Liechtenstein), Fürst von Liechtenstein (1772–1781)
- Franz Josef II. (Liechtenstein), Fürst von Liechtenstein (1938–1989)
- Franz Joseph I. (Österreich-Ungarn), Kaiser von Österreich-Ungarn (1848–1916)
- Franz Josias (Sachsen-Coburg-Saalfeld), Herzog von Sachsen-Coburg-Saalfeld (1735–1764)
- Franz knez Frankopan Slunjski, Bane von Kroatien (1567–1573)
- Franz Graf Nadasdy, Bane von Kroatien (1756–1783)
- Franz Graf Eszterhazy, Bane von Kroatien (1783–1785)
- Franz Graf Balassa von Gyarmata, Bane von Kroatien (1785–1790)
- Franz Baron Vlassics, Bane von Kroatien (1832–1840)
- Franz Graf Haller de Hallerkeö, Bane von Kroatien (1842–1845)

## Kirchliche Herrscher
- Franz von Braunschweig-Wolfenbüttel (1492–1529), Bischof von Minden
- Franz Wilhelm von Wartenberg (1593–1661), Fürstbischof von Osnabrück
- Franz von Lodron (1614–1652), Bischof von Gurk
- Franz Georg von Schönborn, Erzbischof von Trier und Kurfürst (1729–1756)
- Franz Ludwig von Pfalz-Neuburg, Erzbischof von Mainz und Kurfürst (1729–1732)
- Franz Carl Eusebius von Waldburg-Trauchburg (1701–1772), Fürstbischof von Chiemsee
- Franziskus (1936–2025), Papst der Römisch-Katholischen Kirche